# Emmanuel Trélat
Pour les articles homonymes, voir Trélat.
Emmanuel Trélat est un mathématicien français né le 24 décembre 1974.

## Carrière
Emmanuel Trélat entre en 1995 à l'École normale supérieure de Cachan (mathématiques) et obtient l'agrégation en 1998. En 2000, il obtient un doctorat sous la direction de Bernard Bonnard à l'université de Bourgogne à Dijon avec une thèse intitulée Étude asymptotique et transcendance de la fonction valeur en contrôle optimal; catégorie log-exp en géométrie sous-riemannienne dans le cas Martinet. 
En 2001 il est nommé maître de conférences à l'université Paris-Sud, où il obtient en 2005 son habilitation (Contrôle en dimension finie et infinie). En 2006 il est nommé professeur à l'université d'Orléans. Depuis 2011, il est professeur à Sorbonne Université au Laboratoire Jacques-Louis-Lions. Il est directeur de la Fondation sciences mathématiques de Paris de 2015 à 2019. Depuis 2020, il dirige le Laboratoire Jacques-Louis-Lions.
Les recherches d'Emmanuel Trélat portent sur la théorie du contrôle en dimension finie et infinie, la géométrie sous-Riemannienne, l'analyse d'images, l'optimisation de domaine. Il est aussi spécialiste des méthodes numériques en contrôle optimal, particulièrement dans le domaine de l'aérospatial.

## Distinctions
- SIAM Outstanding paper prize (2006).
- Prix Maurice-Audin (2010).
- Emmanuel Trélat est membre de l'Institut universitaire de France depuis 2011.
- En 2012, il est lauréat du prix Felix-Klein[1] « for combining truly impressive and beautiful contributions in fine fundamental mathematics to understand and solve new problems in control of PDE’s and ODE’s (continuous, discrete and mixed problems), and above all for his studies on singular trajectories, with remarkable numerical methods and algorithms able to provide solutions to many industrial problems in real time, with substantial impact especially in the area of astronautics. ».
- En 2014, il reçoit le prix Blaise-Pascal.
- En 2016, il reçoit le prix Madame Victor Noury[2].
- En 2018, il est conférencier invité au Congrès international des mathématiciens à Rio de Janeiro.
- Il est membre de l'Academia Europaea depuis 2024.

## Publications
- Emmanuel Trélat, Contrôle optimal : théorie et applications, Paris, Vuibert, 2005, 250 p. (ISBN 978-2-7117-2219-8, SUDOC 129684163)
- Bernard Bonnard, Ludovic Faubourg et Emmanuel Trélat, Mécanique céleste et contrôle de systèmes spatiaux, Springer Verlag, coll. « Mathématiques et applications » (no 51), 2006, xiv + 276 (ISBN 978-3-540-28373-7, SUDOC 094211973, lire en ligne)

## Liens
- Notices d'autorité :   - VIAF
  - ISNI
  - BnF (données)
  - IdRef
  - LCCN
  - GND
  - Israël
  - NUKAT
  - Portugal
  - WorldCat
- Ressources relatives à la recherche :   - Canal-U
  - Digital Bibliography & Library Project
  - Dimensions
  - Google Scholar
  - Mathematics Genealogy Project
  - ORCID
  - Scopus
- Page personnelle à Sorbonne Université